# Gekuifde langstaartduif
De gekuifde langstaartduif (Reinwardtoena crassirostris) is een vogel uit de familie Columbidae (duiven).

## Verspreiding en leefgebied
Deze soort is endemisch op de Salomonseilanden.